# Кондинская низменность
Ко́ндинская низменность — низменная равнина в левобережье Иртыша. Территория сильно заболочена, охватывает практически весь бассейн Конды и часть бассейна реки Тавда. Часть Западно-Сибирской равнины. На востоке переходит в Среднеобскую низменность, на севере граничит с Северо-Сосьвинской возвышенностью, на западе и юге переходит в Туринскую равнину.
Поверхность сложена аллювиальными и озерно-аллювиальными глинистыми отложениями. Абсолютные отметки в пределах восточных районов Кондинской низменности не превышают 40—50 метров, на западе достигают 65—80 метров.
Одна из наиболее переувлажнённых территорий лесо-болотной зоны. Зима здесь умеренно холодная: средние температуры января составляют 18—20 °C. Средние температуры июля 16—17 °C, а сумма температур вегетационного периода — 1300—1700 °C. Годовое количество осадков — 430—470 мм, из них более 350 мм выпадает в тёплый период. Мощность снежного покрова — 40—55 см.
Кондинская низменность лежит в пределах среднетаёжной и южнотаёжной подзон. В северной её половине на песчаных и легкосуглинистых глеевато-слабоподзолистых почвах и иллювиально-железистых подзолах лучше дренируемых приречных участков располагаются массивы сосновых боров; на юге на дерново-сильноподзолистых и подзолисто-болотных почвах преобладают берёзовые и берёзово-елово-сосновые травяные и зеленомошные леса. Однако большая часть территории (около 70 % площади) занимают безлесные торфяники, сочетающиеся с сосновыми рямами, грядово-мочажинными сфагновыми и низинными травяными болотами.